# Alberto Pascal
Alberto Pascal (Pavia, 23 dicembre 1894 – Monte Valbella, 28 gennaio 1918) è stato un matematico italiano.

## Biografia
Nato a Pavia da una famiglia di origine francese, originaria di Tarascona, a pochi chilometri da Avignone, figlio del matematico Ernesto Pascal, fratello di Mario e nipote del latinista Carlo Pascal, studiò matematica dal 1912 al 1915 all'Università di Napoli.
Morì giovanissimo, a soli 23 anni, durante la prima guerra mondiale. Alla fine del conflitto gli fu conferita la laurea ad honorem in matematica.
La sua fama si deve alle pubblicazioni realizzate durante gli anni da studente, in gran parte dedicate alla storia della matematica, e in particolare all'attività di Girolamo Saccheri (1667-1733).